# Paavo Puurunen
Paavo Puurunen (Kuhmo, 28 de agosto de 1973) es un deportista finlandés que compitió en biatlón. Ganó dos medallas en el Campeonato Mundial de Biatlón, oro en 2001 y bronce en 2003.

## Palmarés internacional
| Campeonato Mundial | Campeonato Mundial    | Campeonato Mundial | Campeonato Mundial |
| Año                | Lugar                 | Medalla            | Prueba             |
| ------------------ | --------------------- | ------------------ | ------------------ |
| 2001               | Pokljuka (Eslovenia)  | Medalla de oro     | Individual         |
| 2003               | Janty-Mansisk (Rusia) | Medalla de bronce  | Persecución        |